# Weilheim in Oberbayern

Weilheim in Oberbayern (eller Weilheim i.OB) ist die er administrationsby i den oberbayeriske Landkreis Weilheim-Schongau. Weilheim er centerby og den vigtigste by i landskabet Pfaffenwinkels i Bayerisches Oberland.

## Geografi
Weilheim er den del af landskabet Bayerisches Alpenvorland mellem München mod nord og Garmisch-Partenkirchen mod syd. Floden Ammer, der er en biflod til den nedre del af Isar løber gennem byen.

### Inddeling
Ud over hovedbyen Weilheim ligger landsbyerne Marnbach, Deutenhausen, Tankenrain, Unterhausen, Hahnenbühel og Lichtenau i kommunen.

### Trafik
Banegården i Weilheim danner et knudepunkt med fem jernbanelinjer. Den ligger ved jernbanen fra München over Garmisch-Partenkirchen til Mittenwald og Innsbruck. Weilheim er udgangspunkt for jernbanen Weilheim–Schongau, der kaldes Pfaffenwinkelbahn (Schwaben-Allgäu-Bahn) over Peißenberg til Schongau samt Ammerseebahn over Geltendorf til Mering og Augsburg. Banegården blev taget i brug 1. februar 1866.
Bundesstraße B 2 fører over Starnberg mod München. Mod syd går den over Murnau mod Garmisch-Partenkirchen. Bundesstraße 472 går kun få kilometer syd for byen fra Schongau mod Bad Tölz.